# Jean Améry
Jean Amery (Viena, 31 de outubro de 1912 — Salzburgo, 17 de outubro 1978), é um quase anagrama do seu verdadeiro nome: Hanns Chaim Mayer. Foi um ensaísta de nacionalidade austríaca muito influenciado pela Segunda Guerra Mundial. Tendo sido um estudante de filosofia e literatura em Viena, e ter passado a infância e juventude no Tirol, acabou por se exilar em Bruxelas fugindo à ameaça nacional-socialista. Da sua participação na resistência organizada contra a ocupação nazi da Bélgica, resultou a sua captura e tortura na prisão. Passou por vários campos de concentração, nomeadamente pelo campo de Auschwitz-Monowitz, mas acabou por sobreviver às experiências mais terríveis. Foi libertado em Bergen-Belsen em 1945. Suicidou-se em 1978 num hotel de Salzburgo com uma overdose de barbitúricos.
Foi depois da guerra que mudou o seu nome Hanns Mayer para Jean Améry, um quase anagrama em francês do seu nome de família, como forma simbólica de romper com a cultura germânica, e a sua aliança com a cultura francesa. Viveu em Bruxelas, trabalhando como jornalista de cultura para os jornais de língua alemã na Suíça. Publicando apenas na Suíça, recusou publicar durante muitos anos na Alemanha e na Áustria.

## Legado filosófico e literário
Na sua obra mais célebre — “Nos limites da Mente: Contemplações e Realidades de um sobrevivente de Auchwitz” — sugere que a tortura foi a essência do Terceiro Reich. Num outro livro, com título original alemão: Hand an sich legen. Diskurs über den Freitod, e editado em português com o título "Atentar contra Si" em 2009 pela Assírio & Alvim, com tradução, posfácio e notas de Pedro Panarra, tece uma reflexão filosófica sobre a morte voluntária. Não chegando a ser um ensaio filosófico no sentido mais estrito do termo, articula uma reflexão sobre a morte. A relação entre corpo e espírito, a liberdade e responsabilidade intrínsecas à decisão humana, a relação com o Outro.
A sua obra é percorrida e influenciada indelevelmente pelas experiências passadas nos campos de concentração nazis, onde explora as fronteiras da mente humana.

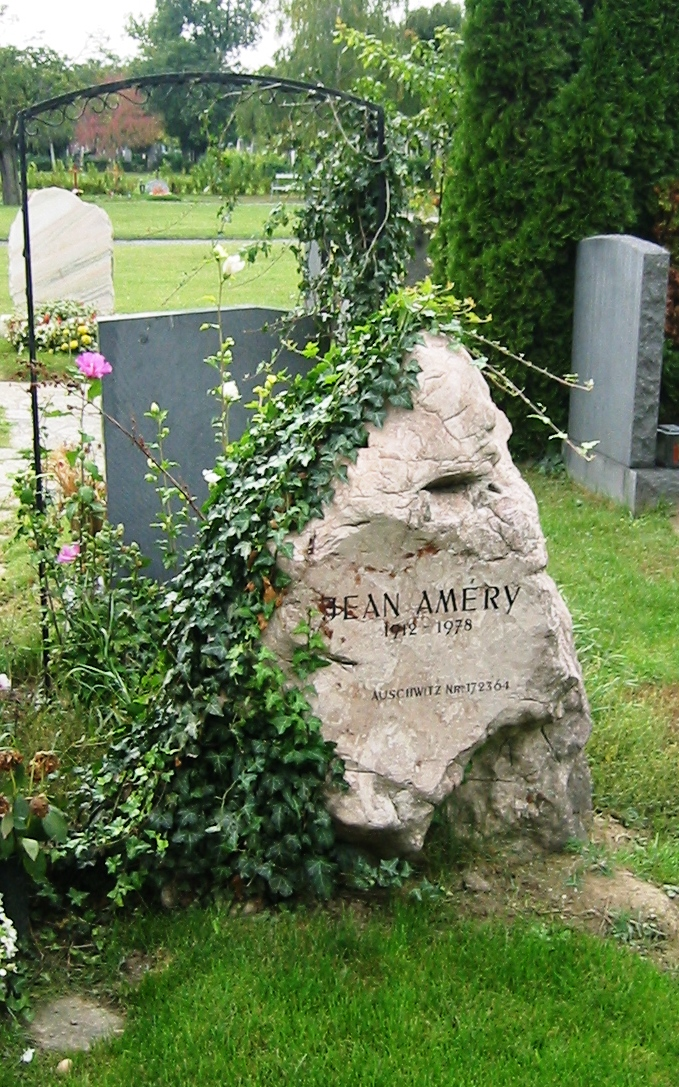
Sepultura no Cemitério Central de Viena

## Publicações em francês
- Charles Bovary, médecin de campagne: portrait d'un homme simple. Roman/essai traduit de l'allemand par Françoise Wuilmart. Actes Sud: Arles, 1991.
- Par-delà le crime et le châtiment: essai pour surmonter l'insurmontable. traduit de l'allemand par Francoise Wuilmart. Actes Sud: Arles, 1995.
- Du vieillissement. Payot: Paris, 1991 [1968]; rééd. Petite Bibliothèque Payot 2009
- Le feu ou la démolition. Actes Sud: Arles, 1996 [1974]
- Porter la main sur soi - Du suicide. Actes Sud: Arles, 1999 [1976]
- Les Naufragés. Actes Sud: Arles, 2010 [1935]

## Publicações em inglês
- Preface to the Future: Culture in a Consumer Society. Trans. Palmer Hilty. London: Constable, 1964.
- At the Mind's Limits: Contemplations by a Survivor of Auschwitz and Its Realities. Trans. Sidney and Stella P. Rosenfeld. Bloomington: Indiana University Press, 1980.
- Radical Humanism: Selected Essays. Trans. Sidney and Stella P. Rosenfeld. Bloomington: Indiana University Press, 1984.
- On Aging: Revolt and Resignation. Trans. John D. Barlow. Bloomington: Indiana University Press, 1994.
- On Suicide: A Discourse on Voluntary Death. Trans. John D. Barlow. Bloomington: Indiana University Press, 1999.